# 扫鼠岭
《扫鼠岭》是一部中國小說，作者呼延云，于2020年出版。

## 剧情简介
十年前，西郊发生了一起连环凶杀案，有四个人因此而死亡。虽说这起案件认为是嫌疑人周立平做的，但是警察林香茗却认为他只参与了最后一场案件，并在调查后得出了自己的想法，而后因为证据不足，导致周立平只判了十年。
十年后深夜的，扫鼠岭发生了一场命案，并且造成多名人员死亡，后通过警方的调查，发现这些似乎和之前的犯人周立平有关。
后通过警方以及侦探的调查，调查出了福利院的一些黑幕。以及找出来了做出这些事情的真凶，和十年前事情的一部分真相。

## 衍生作品
该作品的电影版预计与2023年上映。